# Koukolky
Koukolky jsou přírodní památka severozápadně od obce Tučapy v okrese Uherské Hradiště. Důvodem ochrany je ojedinělá lokalita xerotermní vegetace se vzácnými a chráněnými druhy rostlin.